# 3.er Batallón de Campaña de Reemplazo
El 3.er Batallón de Campaña de Reemplazo (3. Feldersatz-Bataillon) fue un Batallón de reemplazo del Ejército alemán (Heer) durante la Segunda Guerra Mundial.

## Historia
Formado el 26 de agosto de 1939. En 1 de enero de 1940 es renombrado III Batallón del 307.º Regimiento de Infantería. El 15 de junio de 1943 es reformado y el 23 de junio de 1943 es subordinado a la 3.ª División de Granaderos Panzer. Disuelto en diciembre de 1944 (?).